# Rosa Nachmanson

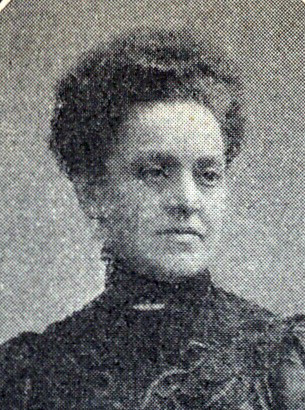
Rosa Nachmanson

Rosalie (Rosa) Nachmanson (född Davidson), född 20 mars 1852 i Stockholm, död 9 november 1916 därstädes, var en svensk donator och välgörare. 
Rosalie Davidsson var dotter till konditorn Wilhelm Davidson som i mitten av 1800-talet öppnade den kända restaurangen Hasselbacken i Stockholm. År 1872 gifte hon sig med grosshandlaren Emanuel Nachmanson (1843–1897). 
Vid sin död efterlämnade hon en förmögenhet om 3,3 miljoner kronor. Enligt hennes testamente skulle nära hälften gå till privatpersoner och betydande belopp till sjukvårds-, välgörenhets- och understödsändamål, bland annat 166 000 kronor till Mosaiska församlingen i Stockholm. 
Av återstående summa skulle ena hälften, vilket motsvarade omkring 400 000 kronor, gå till hennes arvingar och den andra hälften "användas i och för allmänt välgörande eller allmännyttigt ändamål eller i syfte, som befrämjar skön konst eller vetenskap". Under sin livstid hade Rosa Nachmanson varit en av Stockholms konsertförenings gynnare. På initiativ av hennes bror Isaac Ernst Davidson och häradshövdingen Walter Philipson, vilka båda var bouppteckningsmän för hennes kvarlåtenskap, användes beloppet sedermera till en grundplåt för uppförande av en egen byggnad för Konsertföreningen, Stockholms konserthus, som byggdes mellan 1923 och 1926 efter ritningar av Ivar Tengbom.